# Річард Гортнесс
Річард Гортнесс (англ. Richard Hortness, 23 травня 1985) — канадський плавець.
Учасник Олімпійських Ігор 2008, 2012 років.